# ラリー・イスラス・カナリアス

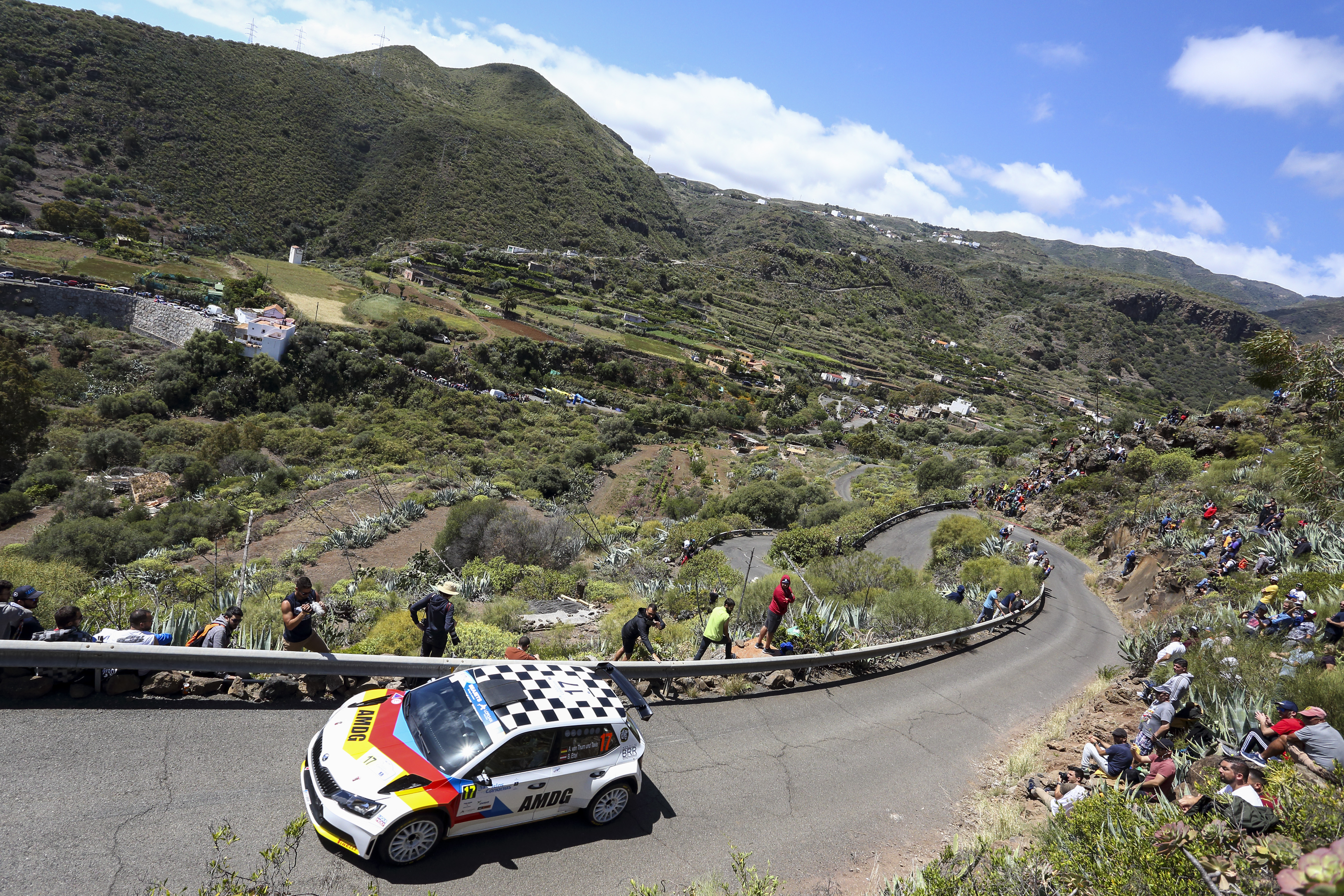
2019年大会

ラリー・イスラス・カナリアス (Rally Islas Canarias) は、スペイン領カナリア諸島のグラン・カナリア島で行われるラリーイベント。1977年より開催されている。2025年は世界ラリー選手権 (WRC) のスペインラウンドとして初開催される。

## 沿革
1977年に始まった頃はラリー・エル・コルテ・イングレス (Rally El Corte Inglés) と呼ばれていた。スペイン国内選手権のほか、1982年よりヨーロッパラリー選手権 (ERC) の人気イベントとして定着しており、インターコンチネンタル・ラリー・チャレンジ (IRC) の一戦だった時期もある。2026年に50周年のメモリアルを迎える前に、2025年より初めてWRCのカレンダーに加わった。

## 特徴
アフリカ大陸西岸から約100km、大西洋上に浮かぶカナリア諸島は温暖な気候に恵まれ、「ヨーロッパのハワイ」と呼ばれるリゾート地として知られる。ラリーは7つの島々のひとつ、グラン・カナリア島で行われてきたが、2026年はほかの島にも範囲を広げる計画がある。
グラン・カナリア島の北東部に位置する州都ラス・パルマスがラリーのホストタウンとなる。地元のフットボールクラブ、UDラス・パルマスの拠点エスタディオ・グラン・カナリアの近くにサービスパークが設置され、屋内のバスケットボールコートを通過するユニークなスーパースペシャルステージ (SSS) もある。
競技は主に火山島である島の山岳地帯で行われる。ターマック（舗装路）の路面はスムーズでグリップが高く、選手たちからは「サーキットスタイルの本格的なターマック」と評価されている。インカットできるコーナーが少ないため、「出走順が遅いほど路面が汚れて不利になる」という影響は出にくい。道はツイスティでアップダウンが激しく、沿岸部と山岳部で天候が一変することもある。